# M. A. Rothschild & Söhne
M. A. Rothschild & Söhne là một ngân hàng do gia tộc Rothschild gốc Đức kiểm soát có trụ sở tại Thành bang tự do Frankfurt, được Mayer Amschel Rothschild chính thức thành lập vào năm 1810 trên cơ sở hoạt động kinh doanh ngân hàng mà ông đã phát triển từ năm 1766. Cuối cùng, ngân hàng này đã bị thanh lý vào năm 1901.

## Tổng quan

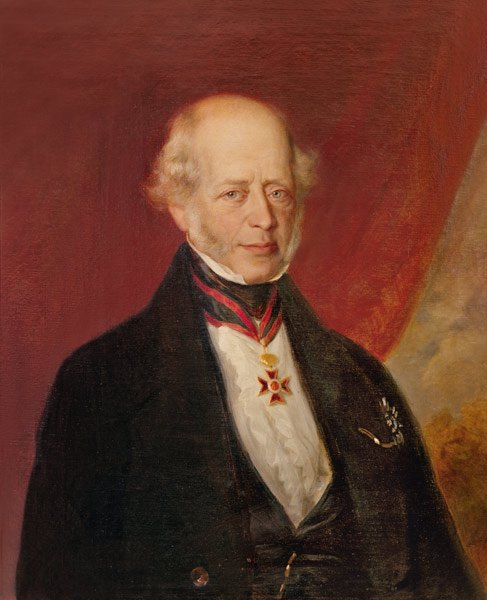
Amschel Mayer von Rothschild (1773–1855) tiếp quản ngân hàng hai năm sau khi nó được thành lập bởi cha ông

Mayer Amschel Rothschild (1744–1812) thành lập ngân hàng như một quan hệ đối tác bao gồm chính ông và năm người con trai của ông là Amschel, Salomon, Nathan, Carl và Jakob (sau này được gọi là James).:17  Sau khi Mayer Amschel qua đời vào năm 1812, con trai cả của ông là Amschel (1773–1855) đã tiếp quản quyền lãnh đạo công ty và vào năm 1813 đã ủy quyền xây dựng một tòa nhà mới tại 146 Fahrgasse (góc Fahrgasse và Judengasse) từ thanh tra xây dựng thành phố Philipp Jakob Hoffmann. Sau khi Chiến tranh Napoleon kết thúc, năm anh em đã ký kết một thỏa thuận đối tác mới giữa họ. Năm 1822, năm anh em được Hoàng đế Franz I của Áo trao tặng danh hiệu Nam tước cha truyền con nối, sau đó tên của công ty Frankfurt được đổi thành “M.A. von Rothschild & Söhne”.
Amschel Mayer von Rothschild tập trung vào việc phục vụ nhu cầu tài chính của nhiều thân vương và quân chủ Đức, bao gồm cả việc duy trì mối quan hệ mà cha ông đã xây dựng với Tuyển hầu xứ Hessen cùng với viên chức Hesse Carl Friedrich Buderus von Carlshausen. Do đó, M. A. Rothschild & Söhne đã có thể thay thế gia tộc Bethmann có trụ sở tại Frankfurt trở thành đơn vị phát hành trái phiếu chính phủ hàng đầu tại khu vực nói tiếng Đức trong khoảng thời gian từ năm 1820 đến năm 1830. Ngân hàng Rothschild chủ yếu tránh xa trái phiếu công nghiệp và phát hành cổ phiếu, nhưng gián tiếp tham gia vào các giao dịch như vậy bằng cách cung cấp các khoản vay cho các ngân hàng khác như Sal. Oppenheim ở Köln. Một ngoại lệ là sự tham gia của Rothschild vào một tập đoàn để xây dựng Đường sắt Taunus vào năm 1835. Năm 1854, ngân hàng Rothschild đóng vai trò quan trọng trong việc thành lập Ngân hàng Frankfurter. Tuy nhiên, nhìn chung, ngân hàng đã mất đi tầm quan trọng tương đối so với các ngân hàng Rothschild đang mở rộng nhanh chóng ở London, Paris và Viên, mặc dù các ngân hàng sau này vẫn chính thức hoạt động như các chi nhánh của Frankfurt.
Sau khi Amschel qua đời vào năm 1855, quyền quản lý ngân hàng chính thức được chuyển cho các cháu trai của ông là Mayer Carl von Rothschild (1820–1886) và Wilhelm Carl von Rothschild (1828–1901), cả hai đều là đối tác từ năm 1852. Từ đó trở đi, ngân hàng được quản lý một cách thận trọng nhưng ngày càng mất đi sự nổi bật trước các đối thủ cạnh tranh năng động hơn, cho dù là các công ty ngân hàng tư nhân hay số lượng các tổ chức cổ phần ngày càng tăng. M. A. Rothschild & Söhne vẫn hợp tác với S. M. von Rothschild có trụ sở tại Viên, Creditanstalt do Rothschild kiểm soát và Disconto-Gesellschaft có trụ sở tại Berlin, cũng như (mặc dù sau này) Ngân hàng Darmstädter.:22  Năm 1889, công ty cũng tham gia thành lập Ngân hàng Deutsch-Asiatische tại Thượng Hải.:73
Với cái chết của Wilhelm Carl von Rothschild vào năm 1901, dòng dõi nam giới của  chi nhánh Rothschild ở Frankfurt đã bị xóa sổ và ngân hàng đã tiến hành quá trình thanh lý có trật tự. Hoạt động kinh doanh đã được Disconto-Gesellschaft tiếp quản và hình thành cơ sở cho chi nhánh Frankfurt của mình.:22, 56 Hầu hết các kho lưu trữ của ngân hàng đã bị thiêu hủy vào năm 1901 theo lệnh của các thành viên còn sống của gia tộc Rothschild.